# Hemiceras jovita
Hemiceras jovita är en fjärilsart som beskrevs av William Schaus 1928. Hemiceras jovita ingår i släktet Hemiceras och familjen tandspinnare. Inga underarter finns listade i Catalogue of Life.